# Interphase

Schematische Darstellung im Zellzyklus, die Interphase in Orange, ihre Unterabschnitte G1, S-Phase und G2 in Blau, Rot und Grün

Die Interphase (lateinisch inter ‚zwischen‘) ist der Abschnitt des Zellzyklus teilungsaktiver eukaryotischer Zellen, der zwischen zwei Kernteilungen (Mitosen) liegt. Sie dauert gewöhnlich wesentlich länger als die Mitose und kann bis zu 90 % des gesamten Zellzyklus ausmachen.
Die Interphase kann in 3 Phasen unterteilt werden:
- In der G1-Phase (G für englisch gap ‚Lücke‘), die sich direkt an die Zellteilung (Zytokinese) anschließt, kommt es zu Zellwachstum und Bildung von Organellen mit Proteinbiosynthese und RNA-Synthese. Jedes Chromosom besteht noch aus einem Chromatid. Dies ist die Phase, in der die Zelle ihr typisches Kern-Plasma-Verhältnis erreicht und ihre spezifische Funktion ausübt, bis ein bestimmtes Kern-Plasma-Verhältnis überschritten ist.
- In der nachfolgenden S-Phase (Synthese-Phase) findet die Replikation der DNA bzw. die Verdoppelung der Chromatiden statt. Hinterher besteht jedes Chromosom aus zwei Chromatiden. In vielen Zellen wird in dieser Phase auch das Zentrosom verdoppelt.
- In der G2-Phase finden Synthesen von  RNA und zellteilungsspezifischen Proteinen statt und es kommt zu weiterem Wachstum. Die Zelle rundet sich ab, vergrößert sich durch Flüssigkeitsaufnahme und bereitet sich auf die nächste Mitose vor.

Hierauf folgt im Zellzyklus die M-Phase (Mitose mitsamt Zytokinese).
Unter besonderen Umständen kann die Zelle aus der G1-Phase in eine sogenannte Ruhephase übergehen, die G0-Phase. Der Übergang in eine G0-Phase ist oft reversibel; Stammzellen können sehr lange Zeit in dieser Phase verharren, bevor sie wieder in den Zyklus von Zellteilungen eintreten. Erfolgt aber eine Spezialisierung der Zelle im Sinne einer dauerhaften Differenzierung, so findet bei manchen Zelltypen keine weitere Zellteilung mehr statt und die Zelle verbleibt unumkehrbar in der G0-Phase. Ein Beispiel hierfür sind Nervenzellen.